# Batalha de Seseña
A Batalha de Seseña foi um malfadado assalto republicano ao reduto nacionalista de Seseña, perto de Toledo, a 30 km a sul de Madrid, em outubro de 1936 durante a Guerra Civil Espanhola. Após a queda de Talavera de la Reina e de Toledo em setembro de 1936, as tropas nacionalistas dirigiram-se para Madrid e em outubro estavam a 30 km da cidade. O governo republicano, que tinha recebido novas armas russas decidiu lançar uma contra-ofensiva em Seseña a fim de parar a ofensiva nacionalista. O ataque fracassou e os nacionalistas retomaram o seu avanço em direção a Madrid. A batalha é notável por ser a primeira vez que o tanque soviético T-26 foi usado na guerra espanhola e pelo uso por tropas nacionalistas de cocktails molotov contra os tanques.